# Hradište (Banská Bystrica)
Hradište é um município da Eslováquia, situado no distrito de Poltár, na região de Banská Bystrica. Tem 14,51 km² de área e sua população em 2018 foi estimada em 244 habitantes.

## Demografia
| Ano:        | 1994 | 2004   | 2014    | 2024   |
| ----------- | ---- | ------ | ------- | ------ |
| Broj ljudi: | 306  | 290    | 245     | 226    |
| Razlika:    |      | -5,22% | -15,51% | -7,75% |

| Ano:               | 2023 | 2024   |
| ------------------ | ---- | ------ |
| Número de pessoas: | 224  | 226    |
| Diferença:         |      | +0,89% |